# Litiopa melanostoma
Litiopa melanostoma is een slakkensoort uit de familie van de Litiopidae. De wetenschappelijke naam van de soort is voor het eerst geldig gepubliceerd in 1829 door Rang.